# 沈熊
沈熊（1427年—？），字文瑞，浙江湖州府歸安縣人，明朝政治人物。進士出身。

## 生平
浙江鄉試第三十二名。天順四年（1460年）庚辰科會試第一百四名，殿試登進士第三甲第三十七名。

## 家族
曾祖沈子華。祖父沈茂林。父亲沈德剛。